# Craspedochiton pyramidalis
Craspedochiton pyramidalis is een keverslakkensoort uit de familie van de Acanthochitonidae. De wetenschappelijke naam van de soort is voor het eerst geldig gepubliceerd in 1938 door Is. Taki.